# スコットランド政府
スコットランド政府（スコットランドせいふ、英語: Scottish Government、スコットランド・ゲール語: Riaghaltas na h-Alba）はイギリス政府から権限委譲を受けたスコットランドの自治政府である。スコットランド自治政府などと呼ばれることもある。
スコットランド政府の長はスコットランド議会によって選出される首相（第一大臣・首席大臣とも 英語: First Minister of Scotland）であり、閣内大臣（英語: Cabinet Secretary）及び閣外大臣（英語: Junior Minister）は首相が指名し、議会がこれを承認する。大臣は皆スコットランド議会の議員であり、議会に対して責任を負う。また、法律は議会によって成立する。
スコットランド政府は1997年スコットランドの自治に関する住民投票を受けてスコットランドへの行政権の移譲を定めた1998年スコットランド法に基づき、1999年7月1日にスコットランド行政部（英語: Scottish Executive）として設置された。「スコットランド政府」という名称は2000年代に入って通称として広く使われるようになったものであり、2012年スコットランド法で正式に改称されたものである。

## 役割
スコットランド政府の権限の範囲は、1998年スコットランド法附則5（2012年、2016年スコットランド法による改正内容を含む）によってイギリス政府および議会が留保すると定められた分野以外の全てである。
1998年スコットランド法において権限が委譲された分野は以下のとおりである。
- 医療
- 教育
- 司法
- 運輸（一部留保された部分も）
- 環境
- 警察
- 農村地域
- 住宅

2012年と2016年には以下の分野の権限が追加で移譲された。
- 課税権の一部（所得税（控除額を除く）、不動産取得税、埋立税）
- 酒気帯び運転の基準
- スコットランド議会選挙・地方議会選挙
- 社会保障の一部
- 王室財産

イギリス政府および議会に留保された権限のうち、主なものは以下のとおりである。
- 移民・国籍
- 憲法（合同法、国王、権限移譲）
- 外交・国際開発
- 国防・安全保障
- 経済
- 貿易・産業
- エネルギー
- 福祉（一部除く）
- 検疫
- 官僚制
- 消費者保護
- 著作権行政
- 通信・郵便
- 放送
- 税（一部）
- 通貨
- 年金

スコットランド議会を通過する法案の大半がスコットランド政府提出のものであるなど、スコットランド政府はスコットランドでの法律の制定に大きな役割を果たしている。

## 役職
スコットランド政府の上層部は、首相を含む閣内大臣によって構成される内閣と、閣外大臣などの内閣外の構成員の二重構造となっている。
政府の長である首相は、スコットランド議会で選挙によって選ばれ、国王が任命する。首相は、担当の省を持ち首相を補佐する閣内大臣を議会の承認のもと任命する。閣内大臣を補佐する閣外大臣も同じようなプロセスによって任命される。法務官である法務長官（英語: Lord Advocate）及び法務次官（英語: Solicitor General for Scotland）は議員以外から選ぶことが可能で、首相による指名、議会による承認を経て国王に任命される。首相、閣内大臣、閣外大臣、法務官は合わせてスコットランド大臣（Scottish Ministers）と呼ばれることがある。
主な役職者は以下のとおりである。
| 閣内大臣 | 閣内大臣                             | 閣内大臣 |
| 職名 | 現職者                               | 現職者   |
| --- | ------------------------------------ | -------- |
| 首相（第一大臣・首席大臣とも） First Minister                                                                | MSP・枢密顧問官 ニコラ・スタージョン |          |
| スコットランド副首相 Deputy First Minister 教育・技能担当閣内大臣 Cabinet Secretary for Education and Skills | MSP ジョン・スウィニー               |          |
| 司法担当閣内大臣 Cabinet Secretary for Justice                                                               | MSP フムザ・ユーサフ                 |          |
| 健康・スポーツ担当閣内大臣 Cabinet Secretary for Health and Sport                                            | MSP・OBE ジーン・フリーマン          |          |
| 財務・経済・労働担当閣内大臣 Cabinet Secretary for Finance, Economy and Fair Work                            | MSP デレク・マッケイ                 |          |
| 環境・気候変動・土地改革担当閣内大臣 Cabinet Secretary for Environment, Climate Change and Land Reform       | MSP ロゼアナ・カニンガム             |          |
| 農村経済担当閣内大臣 Cabinet Secretary for Rural Economy                                                     | MSP ファーガス・エウィング           |          |
| 政府・憲法担当閣内大臣 Cabinet Secretary for Government Business and Constitutional Relations                | MSP マイケル・ラッセル               |          |
| 地域コミュニティ・地方自治担当閣内大臣 Cabinet Secretary for Communities and Local Government                | MSP アイリーン・キャンベル           |          |
| 文化・観光・対外政策担当閣内大臣 Cabinet Secretary for Culture, Tourism and External Affairs                 | MSP フィオナ・ハイスロップ           |          |
| 運輸・インフラ・通信担当閣内大臣 Cabinet Secretary for Transport, Infrastructure and Connectivity            | MSP マイケル・マテソン               |          |
| 社会保障・高齢者担当閣内大臣 Cabinet Secretary for Social Security and Older People                          | MSP シャーリーアン・サマーヴィル     |          |
| 閣外大臣 |                                      |          |
| 職名 | 現職者                               | 現職者   |
| 子ども・若者担当閣外大臣 Minister for Children and Young People                                              | MSP マリー・トッド                   |          |
| 継続教育・高等教育・科学担当閣外大臣 Minister for Further Education, Higher Education and Science            | MSP リチャード・ロックヘッド         |          |
| 企業・労働・技能担当閣外大臣 Minister for Business, Fair Work and Skills                                     | MSP ジェイミー・ヘップバーン         |          |
| 金融・デジタルエコノミー担当閣外大臣 Minister for Public Finance and Digital Economy                         | MSP ケイト・フォーブス               |          |
| 貿易・投資・イノベーション担当閣外大臣 Minister for Trade, Investment and Innovation                         | MSP イヴァン・マッキー               |          |
| 地域安全担当閣外大臣 Minister for Community Safety                                                           | MSP アッシュ・デンハム               |          |
| ヨーロッパ・移民・国際開発担当閣外大臣 Minister for Europe, Migration and International Development          | MSP ベン・マクファーソン             |          |
| 高齢者・平等担当閣外大臣 Minister for Older People and Equalities                                            | MSP クリスティナ・マッケルビ         |          |
| 農村・自然環境担当閣外大臣 Minister for Rural Affairs and the Natural Environment                            | MSP メアリ・グージョン               |          |
| 公衆衛生・スポーツ・幸福担当閣外大臣 Minister for Public Health, Sport and Wellbeing                         | MSP ジョー・フィツパトリック         |          |
| 精神衛生担当閣外大臣 Minister for Mental Health                                                              | MSP クレア・ホイー                   |          |
| エネルギー・通信・島しょ部担当閣外大臣 Minister for Energy, Connectivity and the Islands                     | MSP ポール・ウィールハウス           |          |
| 地方自治・住宅・計画担当閣外大臣 Minister for Local Government, Housing and Planning                         | MSP ケビン・ステュアート             |          |
| 議会・退役軍人担当閣外大臣 Minister for Parliamentary Business and Veterans                                  | MSP グレーム・デイ                   |          |
| 法務官 |                                      |          |
| 職名 | 現職者                               | 現職者   |
| 法務長官 Lord Advocate                                                                                       | QC・枢密顧問官 ジェームス・ウォルフ  |          |
| 法務次官 Solicitor General for Scotland                                                                      | QC アリソン・ディ・ロロ              |          |

1. ↑  Member of Scottish Parliament（スコットランド議会議員）
2. ↑  Queen's Counsel（勅選弁護士（英語版））

## スコットランド内閣
スコットランド内閣は、スコットランド政府の政策に対して責任を持つ大臣の集合体である。議会の開会中、通常毎週火曜日の午後にビュート・ハウス（首相官邸）において閣議が行われる。内閣は司法官を除く閣内大臣で構成され、法務長官は首相によって要請されたときにのみ出席する。
内閣はセント・アンドリュース・ハウスに所在する内閣事務局による補佐を受ける。

### 内閣委員会
現在、内閣には2つの委員会（英語: Sub-committee）が存在する。
- 内閣法制委員会
  - 構成員：副首相兼健康・幸福担当閣内大臣、議会担当閣外大臣、法務長官
- スコットランド政府危機管理室担当内閣委員会
  - 構成員：司法担当閣内大臣（長）、財務・開発担当閣内大臣、健康・幸福担当閣内大臣、農村・環境担当閣内大臣、法務長官

2014年グラスゴーコモンウェルスゲームズまでの数年間、内閣には3つ目の委員会が設けられていた。
- 2014年グラスゴー大会レガシープラン実行グループ
  - 構成員：副首相兼健康・幸福担当閣内大臣（長）、地域安全担当閣外大臣、文化・対外政策・憲法担当閣外大臣、産業・エネルギー・観光担当閣外大臣、環境担当閣外大臣、住宅・地域コミュニティ担当閣外大臣、公衆衛生・スポーツ担当閣外大臣、学校・技能担当閣外大臣、運輸・インフラ・気候変動担当閣外大臣

## 官僚システム
スコットランド政府は、大臣のほかに、大臣を補佐する官僚たちによって構成されている。2012年の報告書によれば、スコットランド政府では16000人の公務員が働いている。官僚制度自体に関する権限はイギリス政府に留保されており、スコットランド政府の公務員は女王陛下の公務員の一員である。なお、この項においてはイギリスでの定義に従い、日本における特別職公務員（閣僚など）などは公務員としては扱わない。

### 事務次官
事務次官（英語: Permanent Secretary）はスコットランド政府の公務員のトップであり、首相と内閣を補佐する任務を負う。現在の事務次官は2015年7月に着任したレズリー・エヴァンスである。
事務次官は、女王陛下の公務員の事務次官連絡会議（英語: Permanent Secretaries Management Group）の一員であり、スコットランド大臣の指示下にあるものの、職業行動においては内閣官房長（イギリス内閣府の事務次官）に対して責任を負う。

### 局
局（英語: Directorate）とはスコットランド政府において省に相当する機関であり、行政の実務を担う。イギリス政府とは異なり、スコットランド政府においては大臣が局を直接統率することはない。局の上位組織は大まかな分野ごとに編成されている局群（英語: Directorate-General）であり、その長は局群長（英語: Director-General）という役職の公務員である。2017年7月現在、スコットランド政府には6つの局群が存在する。
- 憲法・対外政策局群（Constitution and External Affairs Directorates）
- 経済局群（Economy Directorates）
- 教育・地域コミュニティ・司法局群（Education, Communities and Justice Directorates）
- 健康・社会的ケア局群（Health and Social Care Directorates）
- 組織開発・業務局群（Organisational Development and Operations Directorates）
- スコットランド財務局群（Scottish Exchequer Directorates）

### 戦略会議
戦略会議（英語: Strategic Board）は事務次官、局群長6人、筆頭補佐官2人（科学・経済）と部署を持たない局長級官僚4人によって構成され、スコットランド政府の官僚を統率するとともに事務次官を通して内閣を補佐する役目を負う。

### 執行機関
スコットランド政府には9つの執行機関（英語: Executive Agency）が置かれている。これらは政府の部門の一部であったりそのものが一つの部門であったりする。例としてはトランスポート・スコットランド（英語版）やスコットランド刑務所庁（英語版）などが挙げられる。
また、これとは別に政府ではなく議会に対して責任を負う執行機関が2つあり、これらはスコットランド一般登録局（英語版）（日本の戸籍にあたるものを管理する）とスコットランド慈善団体規制局（英語版）である。

### 非政府部門公共機構
スコットランド政府はこのほかに非政府部門公共機構（英語版）をいくつか設けている。これらには行政上の実務を行うもの（スコットランド開発公社など）、助言を行うもの（スコットランド法律審議会（英語版）など）、行政審判を行うもの（少年審判所、スコットランド特別支援教育審判所（英語版）など）、公営企業（スコティッシュ・ウォーター（英語版）など）などがある。これらの職員は「Civil Servant」に対し「Public Servant」と呼ばれる。（日本語訳は双方とも公務員）
また、非政府部門公共機構には区分されないが、NHSスコットランド（英語版・日本語版「国民保健サービス」も参照）やスコットランド警察監査院（英語版）などもスコットランド政府が管轄する公共機構である。

## 庁舎
スコットランド政府の本庁舎はカールトン・ヒルにあるセント・アンドルース・ハウスである。支庁舎としてはエディンバラ・リースのヴィクトリア・キー（英語版）、エディンバラ・ブルームハウスのソートン・ハウス、グラスゴー・ブルーミーローのアトランティック・キーがあり、また、このほかにも政府機関が所在する建物は複数存在する。
ロンドンにおいては、首相はスコットランド省庁舎であるホワイトホールのドーバー・ハウスを使用することができる。
スコットランド政府は欧州連合に対し、イギリス政府代表部の一部をなすスコットランド政府代表事務所をブリュッセルにおいている。また、欧州連合以外では、在アメリカ合衆国大使館（ワシントンD.C.）、在ドイツ大使館（ベルリン）に事務所を置いているほか、在中華人民共和国大使館 （北京）にも代表を派遣している。

## 名称変更
1998年スコットランド法では、自治政府の名称を「スコットランド行政部（英語: Scottish Executive）」と定めていたが、2001年1月に当時のスコットランド首相であったヘンリー・マクライシュが公式名称を「スコットランド行政部」から「スコットランド政府（英語: Scottish Government）」に変更することを提案した。行政部の名前を残すことを望んだスコットランド国民が29％に過ぎなかったのに対し、イギリス政府や当時の与党労働党の一部議員はこの変更に否定的だったという。この後、正式名称は行政部のままであったものの、労働党出身の首相を含め、スコットランドの政治家たちによって「政府」と呼ばれることが多々あり、この傾向は労働党が初めて野党になった2007年スコットランド議会選挙の後も続いた。
2007年9月2日、スコットランド国民党政権が行政部を「スコットランド政府」に改名すると発表した。改名に際して議会への諮問が全くなかったため野党には批判されたが、以後スコットランド政府という名前は広く受け入れられるようになっている。なお、スコットランド・ゲール語での正式名称は設置当初からスコットランド政府を意味する「Riaghaltas na h-Alba」であったため、変更は行われていない。
名称の規定は1998年スコットランド法によって定められており、スコットランド政府・議会の一存では変えることができなかったため、改名が行われた後も法律上はスコットランド行政部のままであった。2012年スコットランド法ではこの部分が改正され、同年7月3日の施行をもって法律上もスコットランド政府に改名された。
2007年の改名と同時に、ロゴについても変更が行われた。それまでのロゴはスコットランドの国章を簡略化（周囲の飾りを省略）したものであったが、2007年の変更で国旗に置き換えられた。この後、2016年にもスコットランド・ゲール語の扱いを英語と対等にする目的でマイナーチェンジが行われている。

## ギャラリー

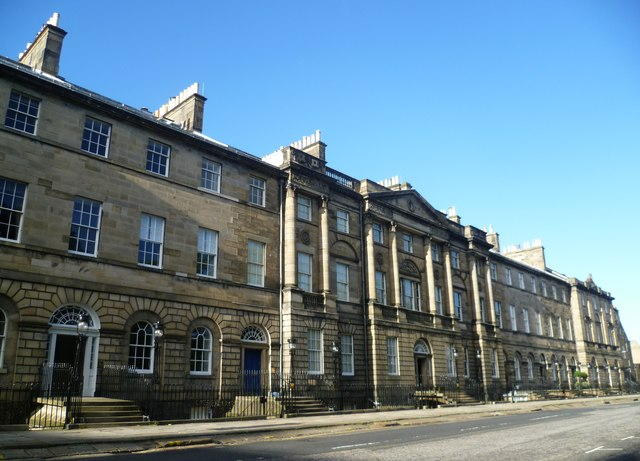
ビュート・ハウス（首相官邸）
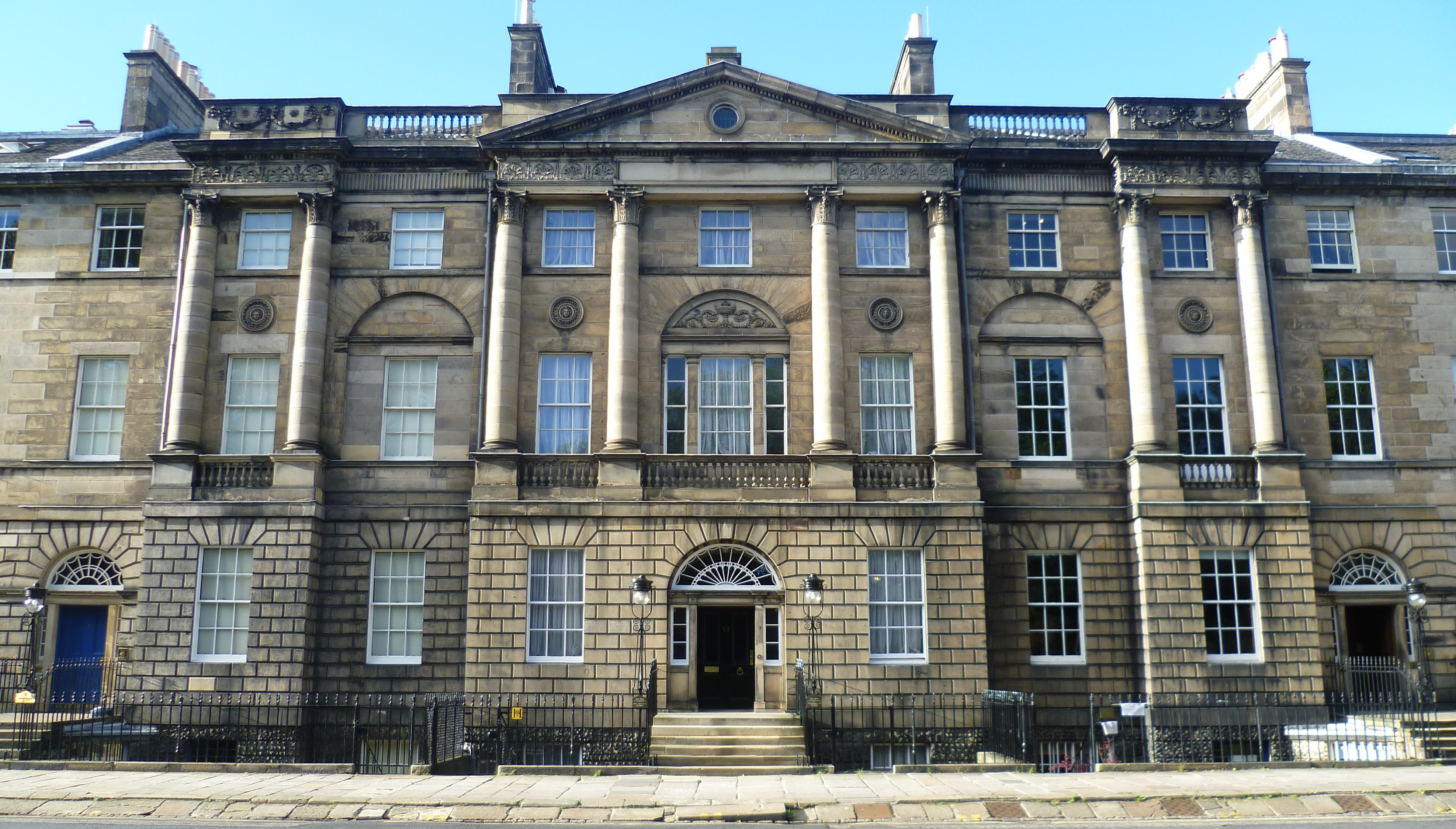
ビュート・ハウスを正面から
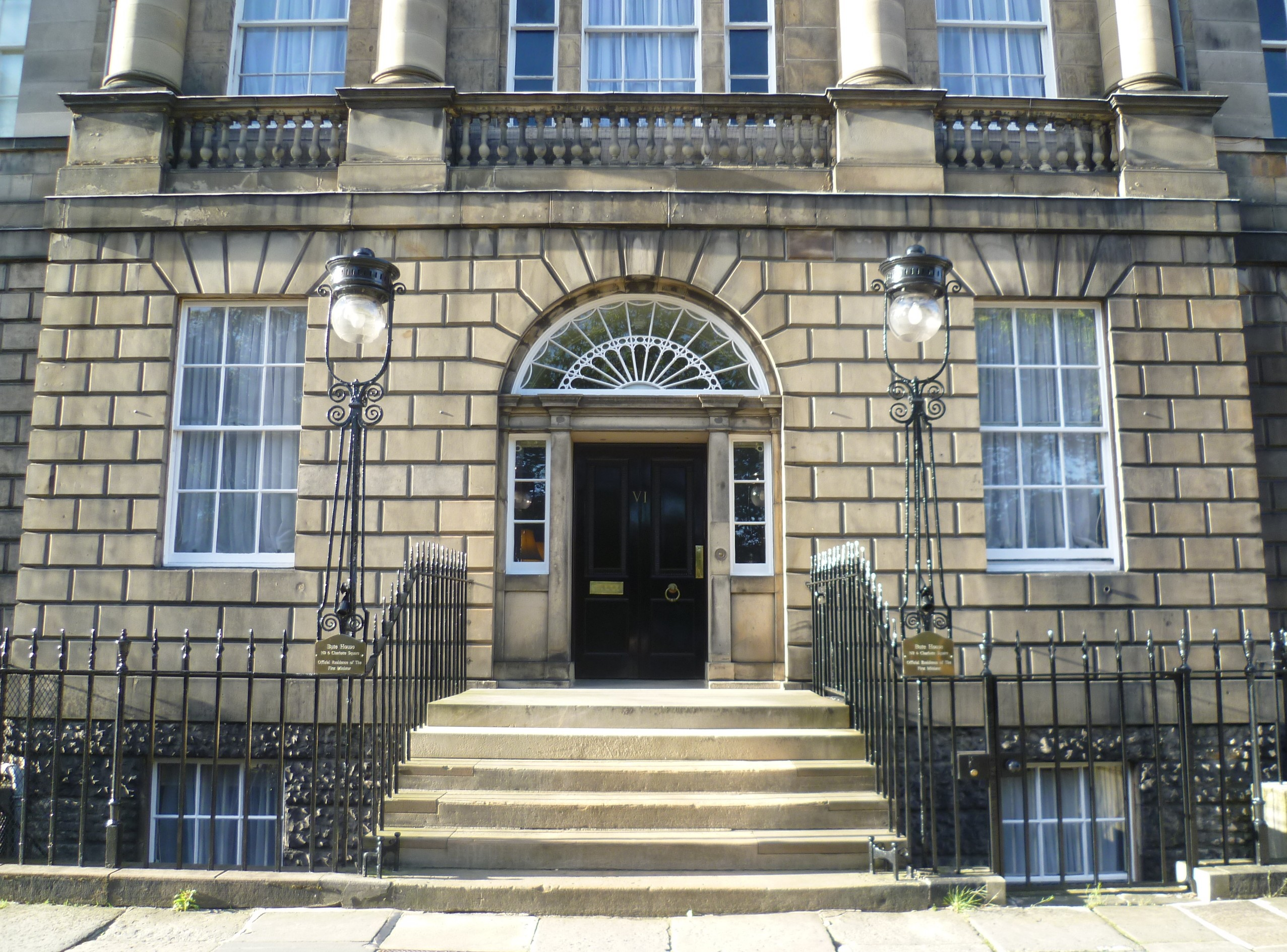
ビュート・ハウス正面玄関
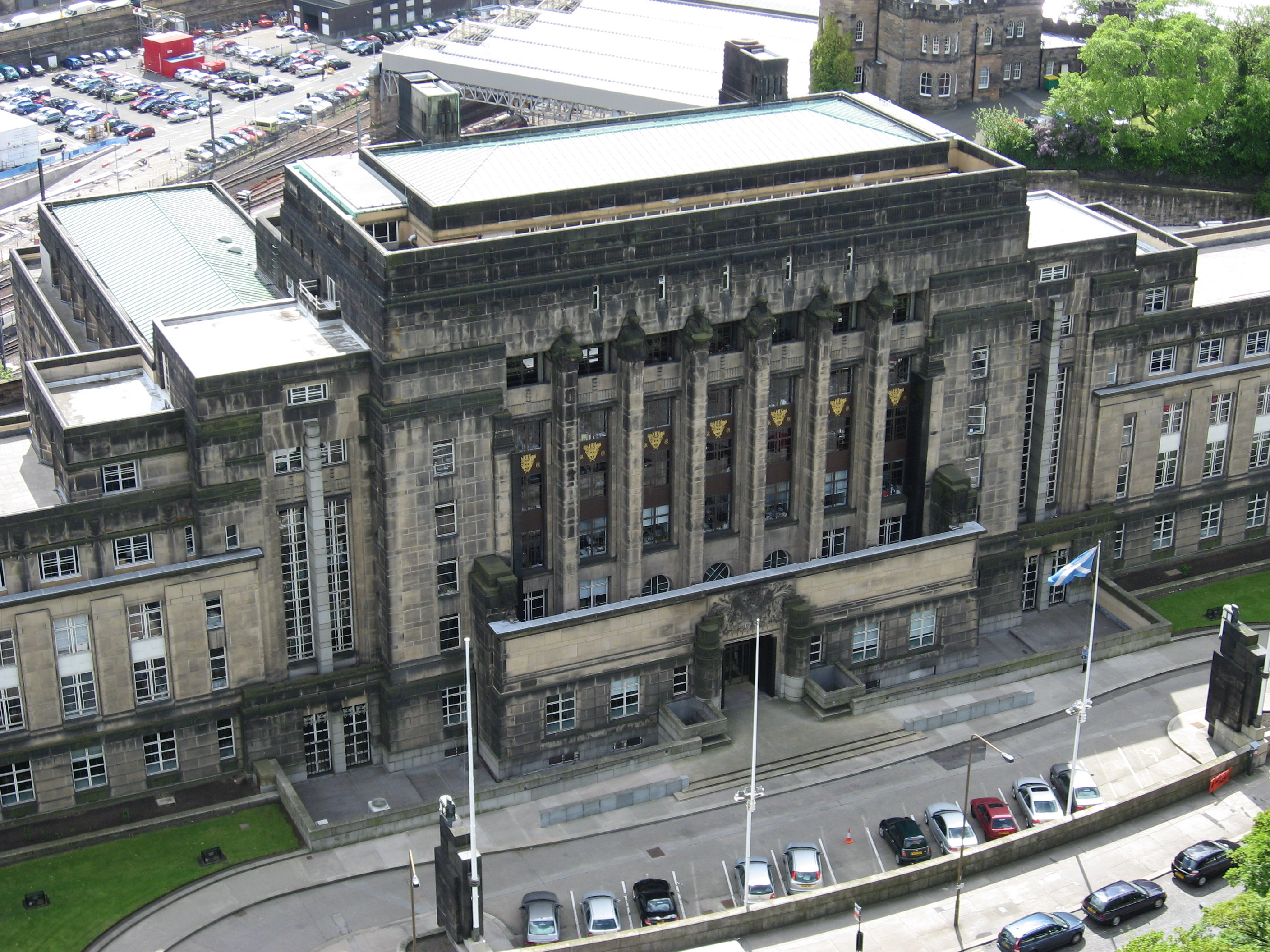
カールトン・ヒル、セント・アンドリュース・ハウス
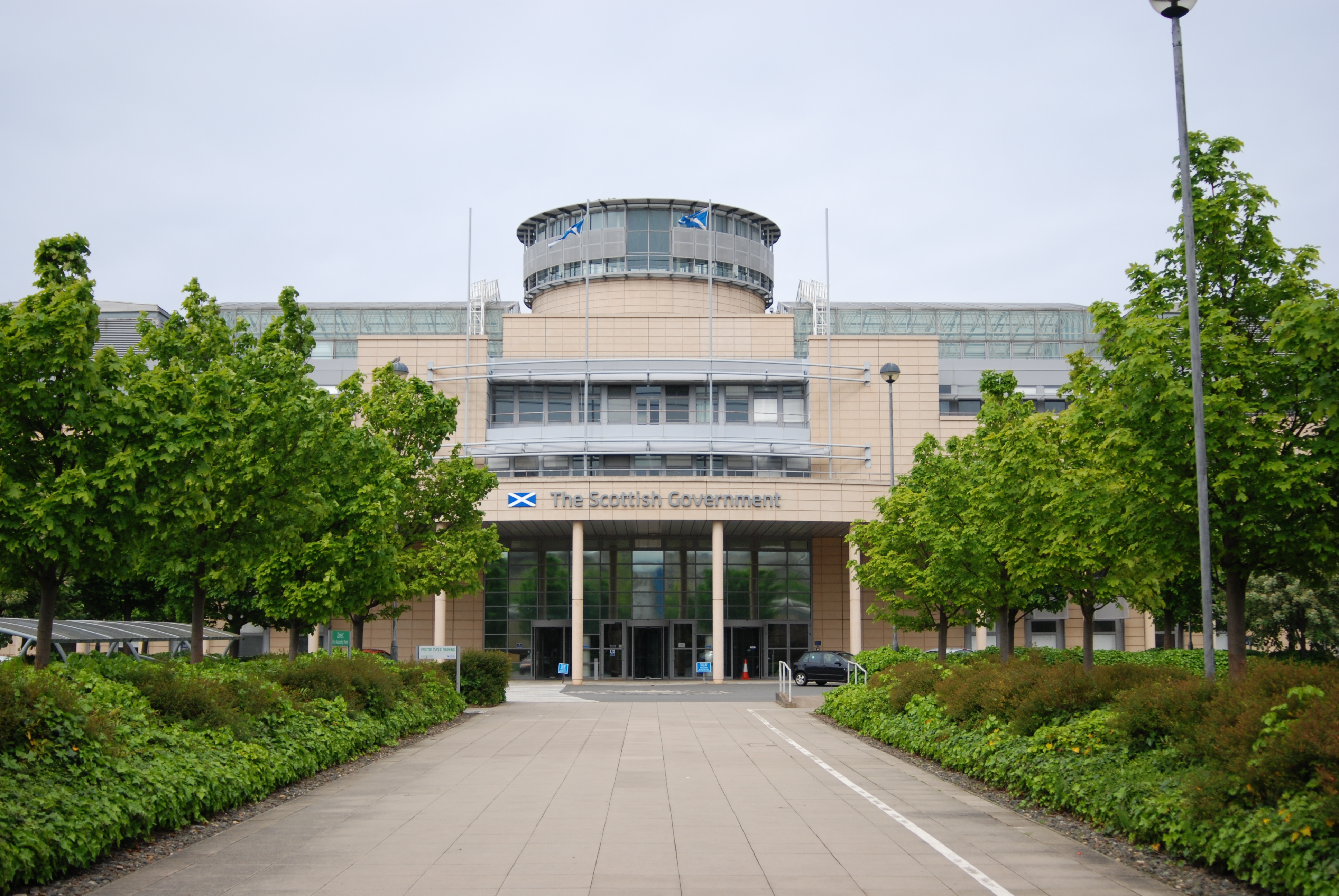
エディンバラ・リースにある政府施設ヴィクトリア・キー